# 柏峠 (静岡県)
柏峠（かしわとうげ）は、静岡県伊東市と伊豆市を結ぶ峠。別名柏嶺越。標高は451m。

## 歴史
古くより、中伊豆と東伊豆を結ぶ峠として北側の亀石峠とともに重要な峠であった。明治15年（1882年）には地元の有志により柏トンネル（67m、現在は崩落）が掘削されると、伊豆市側と伊東市側双方よりこのトンネルまで馬車が通い、交通量も増えた。しかし明治39年（1906年）に県道伊東大仁線（現在の静岡県道12号伊東修善寺線）が南側の冷川峠を経由する経路で開通すると、メインルートの座をこちらに譲った。
現在でも車道は通じておらず、アクセスは遊歩道のみとなっている。

## 伝承
「天狗の詫び状文」の伝承が残っている。